# بلاب
بلاب (نام علمی: Physarum polycephalum) نام یک گونه از رده کپک مخاطی پلاسمودیومی است. به معنای واقعی کلمه "لجن چند سر"، کالبد لجن است که در مناطق سایه افکن، خنک، مرطوب مانند برگ های پوسیده و کنده درختان زندگی می کند.

## نام گذاری
بلاب در واقع، یک کپک مخاطی پلاسمودیومی است که به‌طور غیررسمی کپک مخاطی نامیده می‌شود. دانشمندان نام این موجود را که شبیه مخاط زرد رنگ است را "بلاب" گذاشته اند. این نام از یک فیلم به نام بلاب علمی-تخیلی مربوط به سال 1958 گرفته شده است که در آن فیلم موجودی بی‌شکل، رونده و لزج به انسان‌ها حمله می‌کند و با تغذیه از انسان‌ها رشد نموده و بزرگ می‌شود.

## رده
هنوز کسی به‌طور دقیق نمی‌داند این موجودات را چگونه طبقه‌بندی کند اما در حال حاضر، متخصصان طبقه‌بندی جانداران، بلاب را به‌عنوان Physarum polycephalum طبقه‌بندی کرده‌اند که به همراه حدود ۹۰۰ خویشاوند دیگر خود در سلسه‌ی تک‌سلولی‌ها تک‌یاختگان قرار می‌گیرد، زیرا خصوصیات مشترکی با این اشکال حیات دارد.

## گونه
کپک‌های مخاطی گروهی از موجودات میکروسکوپی هستند که از نظر ظاهری شبیه باکتری‌ها ولی بزرگ‌تر از آن‌ها هستند. آن‌ها برخلاف باکتری‌ها، دارای هسته و ساختارهای سلولی متمایزی هستند، بنابراین بیشتر شبیه سلول‌های گیاهی یا جانوری هستند تا باکتری. پلاسمودیوم‌ها غیرعادی هستند زیرا هر سلول انفرادی دارای تعداد زیادی هسته است (بیشتر سلول‌های جانوری تنها یک هسته دارند). ممکن است نام پلاسمودیوم ناآشنا به‌نظر برسد، اما قطعاً درمورد آن چیزهایی می‌دانید چرا که مالاریا نیز عضوی از این گروه است.

## چرخه زندگی
محققان می‌گویند که این موجود زنده زرد و تک سلولی مانند قارچ به نظر می‌رسد اما همانند یک حیوان عمل می‌کند. می‌تواند به اندازه‌ی یک سانتی‌متر در ساعت حرکت کند. این جاندار همچنین دارای این توانایی است که هر روز خود را دوبرابر کند. این جاندار تقریباً 720 جنس دارد، بدون پا یا بال حرکت می‌کند و می‌تواند پس از بریده شدن در نیم دقیقه خود را درمان کرده و دوباره رشد کند. این موجود دهان، معده و چشم ندارد اما قادر به تشخیص مواد غذایی و هضم آن است و می تواند حرکت کند و مسیر خود را از میان پیچ و خم ها پیدا کند. این موجود مغزی ندارد اما قادر به یادگیری است و اگر دو "بلاب" را کنار هم قرار دهید آن یکی که آموخته است دانش خود را به دیگری انتقال می‌دهد. این موجود همچنین می‌تواند در حالت خفته قرار گیرد و سپس دوباره بیدار شود. کشتن این موجود نیز تقریباً غیرممکن است. بلاب‌ها در اسارت، از قارچ‌ها و فرنی لذت می‌برند اما از غذاهای شور پرهیز می‌کنند و وقتی گرسنه بمانند، اتفاق عجیبی رخ می‌دهد. بلاب‌ها می‌توانند تا چندین کیلومتر مربع رشد کنند و دانشمندان امیدوار هستند، بتوانند از آن‌ها در بازیافت طبیعی مانند پاک کردن کف جنگل‌ها یا زمین‌های آلوده استفاده کنند. چندین توانایی حیرت‌انگیز که بلاب و خویشاوندان نزدیک او یعنی  کپک‌های مخاطی از خود نشان می‌دهند، عبارت است از حل الگوریتم حل هزارتو، تقلید از طرح شبکه‌های حمل‌ونقل ساخته‌شده به‌وسیله‌ی انسان و انتخاب سالم‌ترین غذاها از میان یک فهرست متنوع غذا. ظاهراً الگوریتم‌های هدایت کننده‌ی حرکات این موجودات زنده به‌طور محکمی در بیوشیمی هر سلول نهفته است. براین‌اساس، این رفتارهای قابل‌توجه، ایده‌ی ما را درمورد هوش بیولوژیکی به چالش می‌کشاند. این موجود دارای ویژگی‌هایی از هر سه سلسله‌ی جانداران است: مانند یک حیوان غذا می‌خورد، مانند یک قارچ تکثیر پیدا می‌کند و رنگ آن مانند گیاهان است.
برخلاف مالاریا و برخلاف نام ترسناک "بلاب:، کپک‌های مخاطی به انسان ضرری نمی‌رسانند. وقتی که شرایط مناسب و غذا فراوان باشد، کپک مخاطی به شکل یک سلول جداگانه، زندگی انفرادی را در پیش می‌گیرد اما وقتی شرایط دشوار می‌شود، مانند زمانی‌که غذا کمیاب می‌شود، افراد گرد هم می‌آیند و یک مستعمره زرد رنگ را تشکیل می‌دهند که مانند لایه‌ی نازکی از تخم‌مرغ اسکرامبل به‌نظر می‌رسد. این کلنی سپس رو به طغیان گذاشته و  تک‌زیان،  کپک‌ها، برگ‌های پوسیده و دیگر مواد را می‌بلعد    .